# Coordinate chilometriche
Le coordinate chilometriche sono una tipologia di coordinate geografiche. 
Esse sono alternative alle latitudini e alle longitudini, e sono così chiamate perché per convenzione vengono tracciate sulle carte come una griglia di quadrati di lato pari a un chilometro (per quanto siano espresse in metri).
Per creare la propria cartografia ufficiale, ogni paese assume all'interno del datum di riferimento un punto di emanazione (che è il punto di tangenza del geoide con l'ellissoide di proiezione) che diventa anche punto di riferimento per le coordinate chilometriche. Per l'Italia questo punto è l'Osservatorio astronomico di Monte Mario, a Roma.
Non bisogna confondere punto di emanazione e punto di riferimento. 
Per restare sull'esempio italiano, la cartografia ufficiale italiana si basa sul sistema dei due fusi: due fasce dall'ampiezza di 6° in longitudine (identificate attraverso il meridiano centrale) che vengono cartografate con la proiezione Universale Trasversa di Mercatore (UTM). Nella proiezione Gauss-Boaga del 1940, questi sono chiamati "fuso ovest" (meridiano centrale: 9° E) e "fuso est" (meridiano centrale: 15° E).
Nell'European Datum 1950 (che è il datum utilizzato come base per cartografare il continente europeo) i fusi diventano rispettivamente "fuso 32" e "fuso 33".
Ogni fuso ha un punto di riferimento diverso per le coordinate chilometriche (che infatti non collidono minimamente nella zona di sovrapposizione dei due fusi), chiamato "falsa origine", per evitare ambiguità tra le coordinate dei due fusi. Per il fuso 32 questo punto ipotetico si trova sull'equatore, 500 km ad ovest dell'intersezione tra equatore e meridiano centrale (9° E); per il fuso 33, questo punto si trova sempre sull'equatore, ma 500 km ad est dell'intersezione tra equatore e meridiano centrale (15° E). Nella proiezione Gauss-Boaga la collocazione delle false origini cambia: si trovano sempre all'equatore, ma nel fuso ovest questa si trova 1500 km ad ovest del meridiano 9° E, e nel fuso est 2520 km ad ovest del meridiano 15° E.